# Marin Mersenne
Marin Mersenne (8. září 1588, Oizé – 1. září 1648, Paříž) byl francouzský kněz, teolog, filozof, matematik, fyzik a muzikolog. Někdy je nazýván „otec akustiky“.
V matematice definoval tzv. Mersennovo prvočíslo, s nímž je spjat též generátor pseudonáhodných čísel zvaný Mersennův vír (Mersenne twister), který se dnes hojně užívá v kryptografii a informatice.
Ve fyzice a akustice definoval tzv. Mersennovy zákony popisující frekvenci kmitání natažených strun (v práci Traité de l'harmonie universelle z roku 1637). Jako první v historii se rovněž pokusil změřit rychlost zvuku ve vzduchu.
V teologii patří k jeho nejvýznamnějším dílům spis Quaestiones celeberrimae in Genesim z roku 1623, jež je výkladem biblické knihy Genesis, zaměřeným proti výkladům magickým a mystickým. Ve filozofii byl obhájcem René Descarta.
Historici vědy oceňují jeho editorskou činnost – připravil k vydání a přeložil díla Euklidova, Apolloniova i Archimédova, a také jeho korespondenci s matematiky a vědci své doby. V době neexistence vědeckých časopisů byla korespondenční síť základní formou šíření informací ve vědě a Mersenne byl jejím středobodem ve své době.